# Jaren Lewis
Jaren Lewis (Orlando (Florida); 25 de noviembre de 1996) es un jugador profesional estadounidense de baloncesto, que mide 1,98 metros y actualmente juega en la posición de escolta para el Basket Avellino de la Serie A2 italiana.

## Profesional
Es un escolta con formación universitaria norteamericana que jugó durante cuatro temporadas en la Universidad Cristiana de Abilene en Texas, formando parte de los Abilene Christian Wildcats desde 2015 a 2019.
Tras no ser elegido en el draft de la NBA de 2019, el 18 de junio de 2019 se marcharía a Alemania para jugar en las filas del Wiha Panthers Schwenningen de la ProA, la segunda división del país germano. Durante la temporada 2019-20, disputa 27 partidos en los que promedia 13 puntos por encuentro.
El 1 de agosto de 2020, firma por la Latina Basket de la Serie A2, la segunda división italiana.Durante la temporada 2019-20, disputa 29 partidos en los que promedia 13,07 puntos por encuentro.
El 24 de junio de 2021, firma por el Crailsheim Merlins de la Basketball Bundesliga.
En la temporada 2023-24, firma por el MHP Riesen Ludwigsburg de la Basketball Bundesliga.